# Saint Jérôme et Sainte Marie Madeleine
Saint Jérôme et sainte Marie Madeleine (en italien : Santi Girolamo e Maria Maddalena) est une peinture religieuse, du Pérugin, datant de 1513-1523 environ, et conservée à la Galerie nationale de l'Ombrie à Pérouse.

## Histoire
Le tableau provient du polyptyque de Sant'Agostino,  une peinture religieuse  réalisée pendant la période tardive du peintre de 1513 à 1523 environ.

## Thème
La représentation, selon l'iconographie chrétienne, est celle de deux saints, conjoints dans le même tableau : Jérôme et Marie-Madeleine.

## Description
Les deux personnages sont présentés alignés, tournés vers la gauche sur un arrière-plan large et lumineux.
Saint Jérôme est représenté âgé et barbu debout à gauche du tableau les bras croisés sur le buste, accompagné d'un lion, un de ses attributs avec la pierre dont il se frappait, tenue dans sa main droite ; il regarde pensif vers le sol à gauche.
Sainte Madeleine est debout sur la droite, richement vêtue avec des habits finement brodés, de sa main gauche elle tient un livre et de sa droite la fiole contenant le nard. Son visage est doux et son regard de biais est dirigé légèrement à gauche.
Les deux saints ont les pieds nus est sont auréolés d'un disque translucide.
L'arrière-plan est constitué d'un paysage vierge de toute végétation qui s'étale avec une série de monts et collines et qui se dégrade dans le lointain selon les règles de la perspective atmosphérique.

## Analyse
Le dessin est clair et bien défini, les lignes liantes, la composition sereine et plaisante. Les figures possèdent une idéalisation parfaite. Elles ne sont pas issues de l'étude du naturel mais plutôt de l'esthétique des développements artistiques du XVIe siècle.